# Mistrovství světa v judu 1985 – seznam účastníků
Seznam účastníků na XIII. mistrovství světa v judu v roce 1985.

## Východní pobřeží Asie
| země      | superlehká váha | pololehká váha   | lehká váha        | polostřední váha | střední váha   | polotěžká váha | těžká váha    | bez rozdílu vah |
| --------- | --------------- | ---------------- | ----------------- | ---------------- | -------------- | -------------- | ------------- | --------------- |
| Japonsko  | Šindži Hosokawa | Jošijuki Macuoka | Takahiro Nišida   | Nobutoši Hikage  | Masao Takahaši | Hitoši Sugai   | Hitoši Saito  | Jošimi Masaki   |
| Korea     | Pak Čchol-han   | I Kjong-kun      | An Pjong-kun      | Čo Hjong-su      | Pak Kjong-ho   | Ha Hjong-ču    | Čo Jong-čchol | Kim Ik-su       |
| Hong Kong | Lee             | Au Woon Yiu      | Siao Chin Chong   | Lap Hing Lam     | Kum Hoi Cheung | Hong Tat Lok   | -             | -               |
| Macao     | Nang Wai Wang   | Leng Wai Chao    | João Baptista Lei | -                | -              | -              | -             | -               |
| Filipíny  | Edgardo Lupo    | -                | Andres Macion     | -                | -              | -              | -             | -               |
| Singapur  | Soon Ohn Tang   | -                | -                 | Pook Wai Kong    | -              | -              | -             | -               |

## Západní Evropa
| země       | superlehká váha         | pololehká váha    | lehká váha           | polostřední váha | střední váha    | polotěžká váha      | těžká váha          | bez rozdílu vah  |
| ---------- | ----------------------- | ----------------- | -------------------- | ---------------- | --------------- | ------------------- | ------------------- | ---------------- |
| Francie    | Patrick Roux            | Marc Alexandre    | Serge Dyot           | Michel Nowak     | Fabien Canu     | Roger Vachon        | Laurent Del Colombo | Christian Vachon |
| Británie   | Neil Eckersley          | Stephen Gawthorpe | Kerrith Brown        | Neil Adams       | Raymond Stevens | Dennis Stewart      | Elvis Gordon        | Elvis Gordon     |
| Nizozemsko | Jean-Pierre van Deursen | Jo Gevers         | Robert van der Vlist | Johan van Heest  | Ben Spijkers    | Theo Meijer         | Willy Wilhelm       | Willy Wilhelm    |
| Irsko      | Adrian Lockhart         | David Holmes      | Kieran Foley         | -                | -               | -                   | -                   | -                |
| Belgie     | -                       | Philip Laats      | Didier Brenard       | -                | -               | Robert Van de Walle | -                   | -                |

## Střední Evropa
| země            | superlehká váha | pololehká váha | lehká váha        | polostřední váha  | střední váha       | polotěžká váha      | těžká váha                | bez rozdílu vah           |
| --------------- | --------------- | -------------- | ----------------- | ----------------- | ------------------ | ------------------- | ------------------------- | ------------------------- |
| Německo         | Peter Jupke     | Stefan Buben   | Steffen Stranz    | Frank Wieneke     | Marc Meiling       | Günther Neureuther  | Alexander von der Groeben | Alexander von der Groeben |
| Rakousko        | Josef Fidler    | -              | Manfred Hölzler   | Peter Reiter      | Peter Seisenbacher | Robert Köstenberger | -                         | Manfred Reiter            |
| Švýcarsko       | Serge Noble     | -              | -                 | Olivier Schaffter | -                  | -                   | Clemens Jehle             | Clemens Jehle             |
| Lichtenštejnsko | -               | -              | Johannes Wohlwend | -                 | -                  | -                   | -                         | -                         |

## Východní blok
| země      | superlehká váha    | pololehká váha         | lehká váha        | polostřední váha        | střední váha    | polotěžká váha   | těžká váha        | bez rozdílu vah |
| --------- | ------------------ | ---------------------- | ----------------- | ----------------------- | --------------- | ---------------- | ----------------- | --------------- |
| SSSR      | Chazret Tleceri    | Jurij Sokolov          | Tamaz Namgalauri  | Vladimir Šestakov       | Vitalij Pesňak  | Alexandr Sivcev  | Grigorij Veričev  | Chabil Biktašev |
| Polsko    | Emil Smalarz       | Janusz Pawłowski       | Wiesław Błach     | Waldemar Legień         | -               | Jerzy Kolanowski | Andrzej Basik     | Andrzej Basik   |
| Maďarsko  | Tamás Bujkó        | -                      | Bertalan Hajtós   | Sándor Nagysolymosi st. | János Gyáni     | János Kovács     | László Tolnai     | László Tolnai   |
| NDR       | -                  | Andreas Paluschek      | -                 | Torsten Oehmigen        | Roland Borawski | -                | Henry Stöhr       | Henry Stöhr     |
| Bulharsko | Pavel Botev        | Atanas Gerčev          | -                 | -                       | Georgi Petrov   | -                | Dimitar Zaprjanov | -               |
| ČSSR      | Pavel Petřikov st. | -                      | -                 | -                       | -               | Jiří Sosna       | Vladimír Kocman   | Jiří Sosna      |
| Mongolsko | -                  | Džamsrangín Dordžderem | Džambalyn Ganbold | -                       | -               | -                | -                 | -               |

## Jižní Evropa
| země       | superlehká váha   | pololehká váha | lehká váha   | polostřední váha | střední váha    | polotěžká váha | těžká váha      | bez rozdílu vah |
| ---------- | ----------------- | -------------- | ------------ | ---------------- | --------------- | -------------- | --------------- | --------------- |
| Itálie     | Raffaele Rennella | Sandro Rosati  | Ezio Gamba   | Giorgio Vismara  | Yuri Fazi       | -              | Mario Daminelli | Mario Daminelli |
| Španělsko  | Carlos Sotillo    | -              | Joaquín Ruiz | -                | Álvaro González | Jaime Griño    | -               | Álvaro González |
| Jugoslávie | -                 | Štefan Cuk     | Franc Očko   | Filip Leščak     | -               | Srečo Petrič   | Dragomir Kusmuk | -               |

## Severní Amerika
| země          | superlehká váha | pololehká váha | lehká váha        | polostřední váha | střední váha   | polotěžká váha | těžká váha  | bez rozdílu vah |
| ------------- | --------------- | -------------- | ----------------- | ---------------- | -------------- | -------------- | ----------- | --------------- |
| Kanada        | Phil Takahashi  | Brad Farrow    | Glenn Beauchamp   | Kevin Doherty    | Louis Jani     | Joe Meli       | Mark Berger | Fred Blaney     |
| Spojené státy | Ed Liddie       | Joe Marchal    | Mike Swain        | Brett Barron     | Robert Berland | Damon Keeve    | Steve Cohen | Douglas Nelson  |
| Mexiko        | Rafael González | Ignacio Flores | Federico Vizcarra | Carlos Huttich   | -              | -              | -           | -               |
| Portoriko     | -               | Hector Alers   | -                 | José Pérez       | -              | -              | -           | -               |

## Jižní Amerika
| země     | superlehká váha   | pololehká váha  | lehká váha  | polostřední váha | střední váha | polotěžká váha | těžká váha      | bez rozdílu vah        |
| -------- | ----------------- | --------------- | ----------- | ---------------- | ------------ | -------------- | --------------- | ---------------------- |
| Brazílie | Sergio Pessoa st. | Ricardo Cardoso | Sérgio Sano | Tiago Jacques    | João Gil     | Douglas Vieira | Frederico Flexa | Rogério Rocha Cherobim |

## Arabský svět
| země      | superlehká váha | pololehká váha | lehká váha | polostřední váha | střední váha | polotěžká váha | těžká váha         | bez rozdílu vah    |
| --------- | --------------- | -------------- | ---------- | ---------------- | ------------ | -------------- | ------------------ | ------------------ |
| Egypt     | Ibrahim         | -              | Bafaat     | El-Desuki        | Ali Mohsen   | Atif Husajn    | Mohamed Alí Rašwan | Mohamed Alí Rašwan |
| Palestina | -               | -              | -          | -                | Fatah        | Nael Abu Daba  | Moayed Ibrahim     | -                  |

## Severní Evropa
| země   | superlehká váha | pololehká váha | lehká váha | polostřední váha    | střední váha | polotěžká váha     | těžká váha   | bez rozdílu vah |
| ------ | --------------- | -------------- | ---------- | ------------------- | ------------ | ------------------ | ------------ | --------------- |
| Finsko | -               | -              | -          | Jukka-Pekka Metsola | -            | Pasi Lind          | Juha Salonen | Juha Salonen    |
| Dánsko | -               | -              | -          | -                   | -            | Carsten Jensen     | -            | -               |
| Island | -               | -              | -          | -                   | -            | Bjarni Friðriksson | -            | -               |

## Oceánie
| země        | superlehká váha | pololehká váha | lehká váha    | polostřední váha | střední váha      | polotěžká váha | těžká váha  | bez rozdílu vah |
| ----------- | --------------- | -------------- | ------------- | ---------------- | ----------------- | -------------- | ----------- | --------------- |
| Austrálie   | Kevin Hunter    | Warren Rosser  | Stewart Brain | Luis Val         | Andrew Richardson | Dean Lampkin   | -           | -               |
| Nový Zéland | -               | Brent Cooper   | John Moody    | Graeme Spinks    | -                 | -              | Dave Browne | Dave Browne     |